# Vojenská policie (Česko)
Vojenská policie je sbor vojenské policie působící v Česku. Je součástí Ministerstva obrany České republiky a plní úkoly policejní ochrany ozbrojených sil, vojenských objektů, vojenského materiálu a majetku státu, s nímž hospodaří Ministerstvo obrany. Vojenským policistou může být jen voják z povolání, v roce 2024 v ní sloužilo přibližně tisíc příslušníků. Vojenská policie byla zřízena 21. ledna 1991 ještě jako Vojenská policie Československé armády. Její postavení, působnost a činnost je upravena zákonem č. 300/2013 Sb., o Vojenské policii, vztahy k velitelským orgánům a vojákům jsou konkretizovány vnitřními předpisy Ministerstva obrany. Při výkonu působnosti v trestním řízení Vojenská policie postupuje podle trestního zákoníku a trestního řádu, při odhalování přestupků se řídí přestupkovým zákonem. Náčelníkem Vojenské policie je od 1. března 2023 generálmajor Jiří Roček.

## Působnost a úkoly
Vojenská policie působí jen vůči vojákům v činné službě. Vůči ostatním osobám může vykonávat své pravomoci pouze tehdy, pokud se nacházejí ve vojenských objektech nebo v prostoru vojenských operací. Proti civilním osobám může Vojenská policie zasahovat také v případě, když páchají trestnou činnost nebo přestupky spolu s vojáky nebo když je jejich delikt namířen proti vojenským objektům, vojenskému materiálu nebo majetku státu, s nímž hospodaří Ministerstvo obrany.
Vojenská policie plní zejména tyto úkoly:
- podílí se na zabezpečování kázně a pořádku v chráněných objektech a u vojáků na veřejnosti,
- odhaluje trestné činy a zjišťuje jejich pachatele a činí opatření k předcházení trestné činnosti, v trestním řízení působí jako policejní orgán, je oprávněna zahájit trestní stíhání,
- šetří přestupky vojáků,
- pátrá po vojácích a po vojenském materiálu nebo po dalších věcech v majetku státu, s nímž hospodaří Ministerstvo obrany, a podílí se na ochraně vojenského materiálu a takového majetku,
- podílí se na ochraně utajovaných informací v ozbrojených silách,
- dohlíží nad bezpečností provozu vozidel ozbrojených sil a nad bezpečností provozu ostatních dopravních prostředků ve vojenských objektech, řídí provoz vozidel ozbrojených sil na pozemních komunikacích, vykonává dohled nad výcvikem a zdokonalováním odborné způsobilosti řidičů vozidel ozbrojených sil, vede evidenci vozidel ozbrojených sil a schvaluje technickou způsobilost vojenských vozidel,
- zajišťuje ochranu a doprovod určených osob, ochranu vyčleněných vojenských dopravních letadel pro přepravu ústavních činitelů a vojenských objektů určených pro odbavení přepravovaných ústavních činitelů a určených osob.
- ve spolupráci s mezinárodními orgány vyšetřuje válečné zločiny.

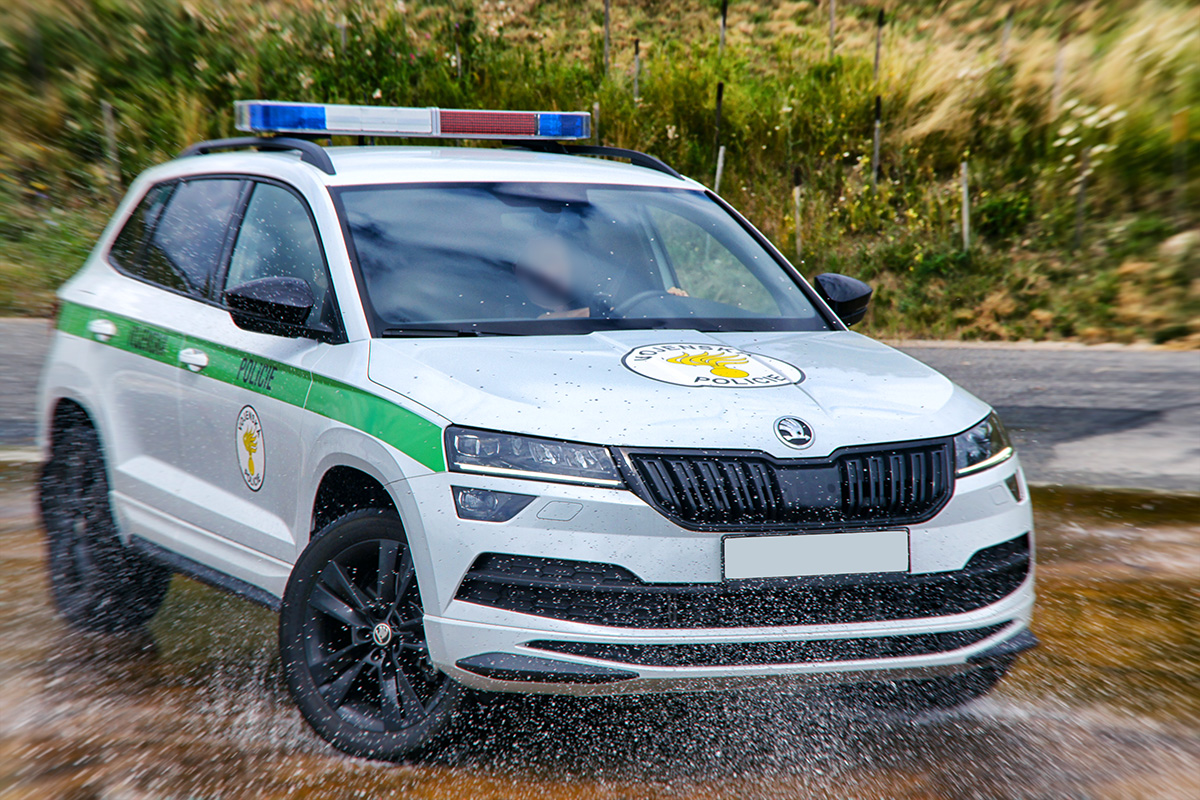
Vozidlo Vojenské policie

## Členění a organizace
V čele Vojenské policie je náčelník, kterého jmenuje a odvolává ministr obrany po projednání v příslušném výboru Parlamentu. Ministrovi obrany je náčelník přímo podřízen. Vnitřně se Vojenská policie člení na dvě základní odborné složky:
- kriminální službu a
- dopravní, pořádkovou a ochrannou službu.

Z územního hlediska ve Vojenské policii působí útvary s celostátní působností, kterými jsou Hlavní velitelství Vojenské policie, a Velitelství ochranné služby Vojenské policie Praha. Dále je Vojenská policie organizována do dvou územních velitelství, a to v Táboře, a Olomouci. Velitelé územních velitelství jsou podřízeni náčelníkovi Vojenské policie. Expozitury Vojenské policie jsou rozmístěny u jednotlivých útvarů Armády České republiky a vojenští policisté také působí ve vojenských kontingentech v zahraničních misích.
V letech 2002–2009 byl součástí Vojenské policie Útvar speciálních operací Vojenské policie známý pod zkratkou SOG.

## Aktivní záloha Vojenské policie

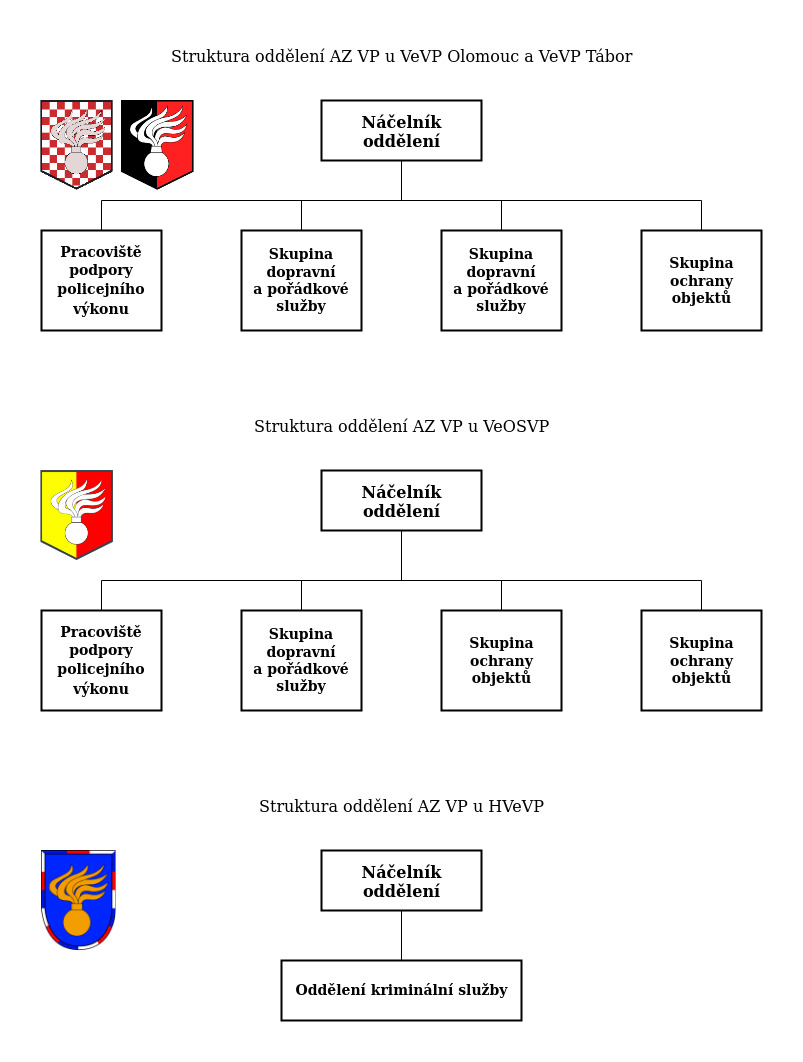
Struktura AZVP od 1. ledna 2020

Součástí Vojenské policie je i aktivní záloha Vojenské policie. Od 1. ledna 2020 existuje u každého velitelství Vojenské policie oddělení aktivní zálohy VP. Aktivní záloha VP je tvořena:
- Oddělením aktivní zálohy Vojenské policie u Velitelství VP Olomouc
- Oddělením aktivní zálohy Vojenské policie u Velitelství VP Tábor
- Oddělením aktivní zálohy Vojenské policie u Velitelství ochranné služby VP v Praze

Příslušníci aktivních záloh VP plní úkoly policejní ochrany dle zákona č. 300/2013 Sb. (zákon o Vojenské policii), avšak nejsou vojenskými policisty dle zákona č. 300/2013 Sb., mohou tak plnit policejní úkoly (dopravní, pořádkovou a ochrannou službu) pouze formou společného výkonu služby pod přímým vedením vojenského policisty, kdy odpovědnost za prováděné úkoly má určený vojenský policista. Dnem 1. 4. 2023 proběhla u AZ Vojenské policie Praha restrukturalizace jednotky, zálohy nově tvoří pouze jedna posádka – byla zrušena aktivní záloha u Oddělení kriminální služby.

### Požadavky
Pro přijetí do aktivních záloh VP je třeba trestní bezúhonnost, zdravotní způsobilost, minimálně středoškolské vzdělání s maturitou, základní vojenský výcvik a splnění výběrového řízení, které se skládá z fyzického přezkoušení a psychotestu. Předpokládá se předchozí zkušenost u bezpečnostních sborů (městská či státní policie, armáda apod.), zájemci však nemohou být ve služebním poměru, či o.z.

### Příprava
Aby se příslušník mohl stát plnohodnotným záložníkem VP musí úspěšně absolvovat tříletý cyklus přípravy na Odborné škole Vojenské policie ve Vyškově, který je zaměřen na právo, kriminalistiku, dopravní službu, zákon o Vojenské policii a speciální tělesnou přípravu. 
Tříletý cyklus přípravy
1. rok – 2 týdny soustředění u OdZOPř Vyškov (Oddělení základní odborné přípravy Vyškov, dříve OŠVP Vyškov)
2. rok – 2 týdny velitelská příprava (Vyškov), odborná praxe a výcvik u svého Velitelství VP
3. rok – 2 týdny komplexní policejní cvičení, odborná praxe a výcvik u svého Velitelství VP
Na závěr tříletého cyklu skládá příslušník zkoušky a v případě úspěšného složení získává služební průkaz VP a služební číslo.

### Činnost
Kromě vševojskového a vojenskopolicejního výcviku, který se skládá mimo jiné ze střeleb a taktiky, se příslušníci aktivní zálohy VP účastní společných hlídek s profesionálními příslušníky VP a také pomáhají při policejním zabezpečení vojenských akcí (např. Dny NATO, Bahna, Cihelna…)

## Předchůdci Vojenské policie

### Období před vznikem Československa (do roku 1918)
Historie předchůdců Vojenské policie v českých zemích není jasně zpracována ani samotnou armádou. Je skutečností, že prvky vojenské policie se objevují již v době Rakouska-Uherska a to formou oddílů vojenské policie (Militarpolizei) nebo polního četnictva (Feldgendarmerie). Ostatně vojenská policie existovala i v československých legiích v Rusku a tito příslušníci nosili zvláštní označení na rukávovém štítku s bikolorní červenobílou páskou.[zdroj?]

### Meziválečné období Československa (1918-1939)
Československá republika převzala po rozpadu Rakouska-Uherska stávající bezpečnostní orgány. Jednou z jeho částí bylo i četnictvo jako vojensky organizovanou částí státního aparátu (s převažujícím represivním posláním), která plnila pořádkové a kriminalistické úkoly převážně v oblasti správní a zpravodajské. Četnictvo podléhalo vojenské justici a v případě branné pohotovosti státu bylo považováno za samostatný oddíl československé branné moci.
Četnictvo v běžné službě nebylo nijak podřízeno vojenským úřadům. Ty musely o případnou pomoc z jeho strany žádat. V případě válečného stavu přecházela část četnictva v souladu se zákonem o četnictvu k polní bezpečnostní službě, pod přímé řízení vojska, k čemuž byla část četnictva připravována. 
Po vzniku Československé republiky, vedle stávajícího nestabilního státního policejního aparátu, jehož součástí bylo i polní četnictvo, vznikla již v listopadu 1918 nová armádní bezpečnostní složka – vojenská policie. Oficiálně byla založena začátkem roku 1919.[zdroj?]
Hlavním důvodem vzniku vojenské policie byla snaha o konsolidaci situace, dosažení zákonnosti, kázně a pořádku ve formující se armádě nově vzniklého státu. Na Slovensku a Podkarpatské Rusi to potom byla nestabilní bezpečnostní situace, daná nízkou autoritou teprve nedávno ustanovených čs. státních úřadů a masivní protičeská agitace ze strany maďarského obyvatelstva, což se promítalo do morálního stavu tvořících se jednotek nové čs. armády.
Životnost této armádní složky však byla relativně krátká. V Českých zemích, vzhledem ke stabilizaci četnictva a státní policie, došlo ke zrušení vojenské policie v roce 1919. Na Slovensku pokračovala její organizace a činnost až do roku 1921.[zdroj?] Podstatný vliv na postupné  rušení vojenské policie mělo i personální obsazení, vzhledem ke skutečnosti, že její příslušníci neměli zkušenosti a praxi v policejní práci. Přispěli však zejména na Slovensku ke zvládnutí situace po odchodu maďarského četnictva a při výkonu bezpečnostní služby za války Československa s Maďarskem v roce 1919.
Po zrušení vojenské policie převzalo vojensko-policejní práci plně československé četnictvo.[zdroj?]

### Období 2. světové války (1939-1945)
V československé armádě v zahraničí bylo zřízeno polní četnictvo, které plnilo úkoly v rámci policejní i dopravní služby. Ve Velké Británii byly vytvořeny oddíly polního četnictva, které se zejména ke konci války zapojily do bojů u Dunkerque při hlídání a odvádění zajatců. Na východní frontě byly utvořeny podobné speciální oddíly.
Polní četnictvo bylo aktivováno za mobilizace v roce 1938, kdy zejména v září působily tyto hlídky armády i vůči obyvatelstvu. Při válečném stavu nebo mimořádných událostech mělo spolupracovat s četnictvem a zejména jako jeho posila. Předpoklad byl ten, že ve společné hlídce s jedním četníkem budou zařazeni 2-3 příslušníci vojenského polního četnictva.

### Období po osvobození (1945-1991)
Po osvobození Československa v roce 1945 nějakou dobu četnictvo i vojenské četnictvo omezeně fungovalo jako v prvorepublikových kolejích do doby převzetí veškeré policejně bezpečnostní služby nově vytvořenou organizací na základech četnictva – Sbor národní bezpečnosti. Do něj přešlo mnoho příslušníků oddílů polního četnictva. Zapojili se do bojů proti banderovcům, zejména na území Slovenska. Sbor národní bezpečnosti dále plnil velkou většinu úkolů v oblasti policejní a bezpečnostní práce i v rámci armády až na zvláštní vojenskou Tankovou a automobilní inspekci (TAI), která dohlížela na bezpečnost provozu vojenských vozidel. Tento stav zůstal až do roku 1991, kdy byla zřízena Vojenská policie Československé armády.